# Куракин, Дмитрий Александрович
Дмитрий Александрович Куракин (род. 5 ноября 1970, Новосибирск, РСФСР, СССР) — российский государственный деятель. С 2018 по 2020 год — заместитель председателя Правительства Московской области — министр экологии и природопользования Московской области. Бывший глава Департамента имущественных отношений Министерства обороны Российской Федерации. Действительный государственный советник Российской Федерации 2-го класса (2015).

## Биография
Родился в семье военнослужащего. В 1988 году поступил на юридический факультет Ленинградского государственного университета. В 1993 году окончил его по специальности «правоведение». Трудовую деятельность начал с 1992 года. Занимался юридическим консалтингом и операциями с недвижимостью. Был одним из учредителей юридической фирмы «Северная корона». Позднее работал в компании «Центр недвижимости „Шанс“». В 1998 году перешёл в компанию «Невский синдикат» (ныне — Группа компаний «Невский альянс»).
В марте 1998 года поступил на работу в администрацию Санкт-Петербурга, заняв по приглашению Германа Грефа должность заместителя начальника управления по правовым вопросам Комитета по управлению городским имуществом. В октябре 2000 года назначен начальником правового управления этого же Комитета.
С апреля 2002 по 2008 годы был директором ГУП Санкт-Петербурга «Городское управление инвентаризации и оценки недвижимости» (ГУП «ГУИОН»).
В 2008 году вернулся в Комитет по управлению городским имуществом Санкт-Петербурга, став заместителем председателя. Курировал вопросы инвестиционного развития и крупных проектов, юридическое, методическое и информационно-аналитическое управления. 29 июня 2010 года возглавил Комитет по управлению городским имуществом Санкт-Петербурга. За время работы Куракина в КУГИ им была создана информационная система учёта объектов недвижимости и Центр повышения эффективности гос. имущества.
В мае 2012 года Куракин занял пост заместителя председателя Правительства Московской области. На этой должности курировал вопросы земельных и имущественных отношений, экологии и природопользования Ранее эти направления работы находились в ведении Первого заместителя Председателя Правительства Московской области Игоря Олеговича Пархоменко..
14 ноября 2012 года приказом министра обороны России Сергея Шойгу назначен директором Департамента имущественных отношений Министерства обороны России.
В мае 2017 года назначен вице-президентом, административным директором ПАО «Ростелеком».
20 сентября 2018 года назначен на должность заместителя председателя Правительства Московской области — министра экологии и природопользования Московской области.
Доход Куракина за 2018 год составил 39,4 млн рублей, за 2019 год — 14,1 млн рублей.

#### Уголовное преследование
17 ноября 2020 года СКР и ФСБ, в рамках следственных действий, провели у Куракина обыск. Предметом уголовного преследования стали выявленные махинации, в которых участвовал Куракин, находясь на должности главы департамента имущественных отношений Минобороны. По версии следствия, Куракин был организатором преступной схемы, в которой за взятки вырубался лес в Подмосковье: древесина шла на продажу в Китай, а на месте вырубок обустраивались незаконные мусорные свалки. Следствие оценило причиненный ущерб в 3 млрд руб. Обвинения предъявленные Куракину предполагают срок тюремного заключения до 15 лет. По состоянию на январь 2021 года фигуранты дела находились под арестом в СИЗО.

## Награды
- Орден Дружбы
- Медаль ордена «За заслуги перед Отечеством» 2-й степени
- Медаль «В память 300-летия Санкт-Петербурга»
- Ведомственные награды